# 큰비늘땅딸이도마뱀붙이
큰비늘땅딸이도마뱀붙이(영어: big-scaled least gecko, big-scaled dwarf gecko, cotton ginner)는 푸에르토리코, 미국령 버진아일랜드, 영국령 버진아일랜드에 주로 분포한 도마뱀붙이류이며, 땅딸이도마뱀붙이속의 100여 종 중 하나다.
소앤틸리스 제도의 앵귈라퇴(앵귈라섬, 세인트마틴섬, 생바르텔레미섬)에 고유한 S. parvus는 2001년에 승급하기 이전에는 큰비늘도마뱀붙이의 아종 S. m. parvus으로 분류되었었다.

## 아종
- S. m. macrolepis - Günther, 1859
- S. m. ateles - Thomas & Schwartz, 1966
- S. m. grandisquamis - Stejneger, 1904
- S. m. guarionex - Thomas & Schwartz, 1966
- S. m. inigoi - Thomas & Schwartz, 1966
- S. m. mimetes - Thomas & Schwartz, 1966
- S. m. parvus (see text) - King, 1962
- S. m. phoberus - Thomas & Schwartz, 1966
- S. m. spanius - Thomas & Schwartz, 1966
- S. m. stibarus - Thomas & Schwartz 1966